# Ajay
Pour plus de détails, voir Fiche technique et Distribution.
Ajay (अजय) est un film indien réalisé par Suneel Darshan, sorti en le 13 octobre 1996 uniquement dans les salles de cinéma indien.
Dans ce film, nous incarnons le jeune Ajay qui est un chef de la Mafia Indienne. Son Père est aussi un grand mafieux.Ajay est surnomer "Ayay" par les autres personnages puisqu'il portait des pantalons trop serrés.

## Fiche technique
- Titre : Ajay
- Titre original non latin = अजय
- Réalisation : Suneel Darshan
- Scénario : Rajeev Kaul et Praful Parekh
- Musique : Anand-Milind
- Photographie : W. B. Rao
- Montage : Bharat Singh
- Production : Suneel Darshan
- Société de production : Shree Krishna International
- Pays :  Inde
- Genre : Action, drame et romance
- Durée : 146 minutes
- Dates de sortie : 
  -  Inde : 20 décembre 1996

## Distribution
- Sunny Deol : Ajay
- Karisma Kapoor : Manorama « Rama »
- Reena Roy : Durga
- Kiran Kumar : Chote Raja Ranbir
- Suresh Oberoi : Raja Brijraj Singh
- Farida Jalal : la mère d'Ajay
- Devayani : Anjali
- Mohnish Behl : Roopesh Singh
- Sharat Saxena : l'inspecteur Tippen Singh
- Sadashiv Amrapurkar : Lala
- Laxmikant Berde : Rupaiya

## Box-office
- Le film est un succès ; il récolte plus de 142 000 000 roupies.